# 博塔爾
48°1′35″N 22°58′13″E / 48.02639°N 22.97028°E
博塔爾（烏克蘭語：Ботар），是烏克蘭西部的村莊，隸屬外喀爾巴阡州的貝雷霍韋區。該村面積2.8平方公里，海拔高度122米，2001年人口924，人口密度每平方公里330人。